# Oluniké Adeliyi
Oluniké Adeliyi (5 de janeiro de 1977) é uma atriz canadense. Ela apareceu no filme de terror de 2010 Saw 3D e estrelou como Leah Kerns na série de televisão Flashpoint.

## Início da vida
Adeliyi nasceu em Brampton, Ontário, de ascendência jamaicana-nigeriana. Ela frequentemente visitava o Brooklyn, em Nova York, para continuar atuando. Ela se formou na American Academy of Dramatic Arts, atuando em teatro local, antes de retornar a Toronto em 2008.

## Carreira
Adeliyi começou a atuar quando foi escalada como a Artful Dodger em seu jogo de ensino médio Oliver Twist. Depois de se formar no ensino médio, ela foi para a Academia Americana de Artes Dramáticas na cidade de Nova York, e desde então tem se apresentado em cinemas por todo o Canadá e os Estados Unidos, interpretando papéis principais em Janela Azul, Sonho de Uma Noite de Verão, Hora das Crianças, Jitney e Michael Cristofer joga The Shadow Box.
Um de seus primeiros papéis no cinema foi um pequeno papel não creditado no filme John Q.; no set, ela conheceu Denzel Washington, que ela disse que a "inspirou" a continuar atuando. Em 2009, ela estrelou como protagonista na produção do AfriCan Theatre Ensemble de Efua Sutherland, The Marriage of Anansewa. Também naquele ano, ela estrelou a série de TV canadense Flashpoint. Ela foi indicada para Melhor Performance por uma Mulher - Filme no Canadian Comedy Awards de 2012 por sua atuação em French Immersion.
Em 2014, Adeliyi foi apelidada de "A Primeira Lady MacBeth jamaicana-nigeriana de Shakespeare" quando interpretou o papel no Sterling Theatre em Toronto.
Em 2017, Adeliyi estrelou a série Workin 'Moms da CBC.

## Vida pessoal
Ela mora com sua filha, Alesha, que apareceu em vários episódios da série Taste Buds da TVOKids.

### Controvérsia
Em 2017, Adeliyi atraiu a atenção da mídia no Canadá após um incidente no Kingsway Theatre, em Toronto. O estabelecimento não permite a entrada de mochilas em seu teatro, e Adeliyi não deixaria sua mochila para guarda com a equipe do teatro. Os funcionários do teatro recusaram-se a lhe vender o ingresso e, quando ela se recusou a sair, a polícia foi chamada. Adeliyi alegou que foi discriminada pela equipe do teatro, que a filmou, enquanto a equipe do teatro afirma que estava seguindo o protocolo. Depois que a polícia foi chamada, Adeliyi foi escoltada para fora do teatro. Adeliyi descreveu a experiência como "desumanizante" e, em uma entrevista ao Toronto Star, ela falou mais sobre a experiência, dizendo:
Me ofendi por ser rotulado de perigoso e foi isso que aconteceu. . . Quando as coisas acontecem assim, pode acontecer de qualquer maneira e as pessoas podem se machucar. . . compromete quem [é] acusado de algo, e isso não é justo.
O dono do teatro, Rui Pereira, descreveu Adeliyi como "abusiva", dizendo que ela "bateu com a mala no balcão e exigiu um ingresso", mas recusou-se a sair quando avisado pelos funcionários.